# Jakub Kadák
Jakub Kadák (* 14. prosince 2000 Trenčín) je slovenský fotbalista, který hraje na pozici záložníka ve švýcarském FC Luzern, zároveň je členem slovenské fotbalové reprezentace.

## Kariéra
Svou kariéru zahájil ve fotbalovém klubu AS Trenčín, kde 10. března 2018 nastoupil v zápase proti FC Spartaku Trnava. V sezóně 2021/22 byl kapitánem týmu a s 13 góly zároveň nejlepším střelcem ligy. Před sezónou 2022/23 podepsal smlouvu s FC Luzern.
V reprezentaci začínal v mládežnických klubech, včetně slovenské fotbalové reprezentacé do 21 let. 
Je fotbalovým záložníkem slovenské fotbalové reprezentace, kde poprvé nastoupil 19. listopadu 2023 v zápase proti Bosně a Hercegovině, když v 85. minutě vystřídal Ondreje Dudu. 